# Булевард (Калифорнија)
Булевард (енгл. Boulevard) насељено је место без административног статуса у америчкој савезној држави Калифорнија.

## Демографија
По попису из 2010. године број становника је 315.
| Група             | 2000.    | 2010.       |
| Белци             | 0 (0,0%) | 251 (79,7%) |
| Афроамериканци    | 0 (0,0%) | 2 (0,6%)    |
| Азијати           | 0 (0,0%) | 3 (1,0%)    |
| Хиспаноамериканци | 0 (0,0%) | 44 (14,0%)  |
| Укупно            | 0        | 315         |